# Ignorantia juris non excusat
Ignorantia juris non excusat sau ignorantia legis neminem excusat (din latinescul, ' necunoașterea nu scutește de respectarea legii ') este un Principiu de Drept care indică faptul că ignoranța sau necunoașterea legii nu servește drept scuză, deoarece aici guvernează prezumția sau ficțiunea juridică cum că, după ce o lege a fost promulgată, toată lumea trebuie să o cunoască (promulgarea și publicarea). Țările de Drept european cu tradiție in Dreptul roman pot de asemenea folosi și o expresie a lui Aristotel tradusă în latină: nemo censetur ignorare legem („nimeni nu poate fi crezut că nu cunoaște legea”) sau ignorantia iuris nocet („fără a fi cunoscută, legea provoacă prejudicii). ").
În ceea ce privește necunoașterea dreptului subiectiv și propriu, romanii au admis anumite cazuri în care acesta producea anumite efecte. Autorii fac de obicei distincția între ignoranță și eroare de Drept spunând că prima se referă la o lipsă totală de cunoaștere a legii, iar cea de-a doua se referă la o cunoaștere falsă și incompletă; dar distincția este lipsită de sens în practică.
În general, acestea nu erau acuzabile atunci când ele ar fi putut fi evitate prin consultarea unui jurisconsult; dar da când acest lucru nu fusese posibil, ca în cazul adevăratei ignoranțe sau ca în cazul în care dintr-un motiv sau altul consultarea fusese imposibilă. În aceste cazuri, se făcea o distincție: eroarea sau ignoranța nu erau acuzabile atunci când determinau doar pierderea unui avantaj sau profit; dar când cauzau prejudicii, adică pierderea bunurilor dobândite, cel care a suferit-o, deși nu putea repeta ceea ce plătise (damnum rei amisae ), nu era obligat să dea ceea ce promisese din greșeală sau din lipsa de cunoaștere a.legii (dammun rei amitendae). Dreptul roman a fost și mai generos când a fost vorba:
1. de minori, de soldați sau de țărani, care nu erau niciodată inculpați pentru ignoranța lor, chiar și atunci când aceasta ar fi putut fi evitată și chiar dacă ar fi produs deja pierderi, sau au adus deja profituri
2. de femei, cărora nu li se putea imputa ignoranța culpabilă, ci numai când era vorba de a da ceea ce au  promis sau când ceea ce li se plătea lor fusese în virtutea unei obligații radical nule.

În orice caz, cine invoca ignoranța sau eroarea de Drept trebuia să le dovedească, cu excepția cazului în care era vorba de minori, de soldați sau de țărani, în favoarea cărora se prezuma.

## Dreptul ecleziastic
Dreptul bisericesc a admis și admite lipsa de cunoaștere a normelor de Drept. Principiul general pe care se bazează această admitere este că necunoașterea legilor nu se prezumă, dar poate fi admisă în cazuri particulare, inclusiv dacă persoana în cauză este inculpabilă și dovedită (cum admitea deja Decretul Grațian, partea 1, distihul 82, c.2), dar nici macar asta nu e admis în cazul legilor iritante sau invalidante, cu excepția cazului în care ele însele prevăd altfel în mod expres. De remarcat că, deși promulgarea este necesară pentru ca legile bisericești să fie obligatorii, este suficient ca ele să fie publicate la Roma în Acta Apostolicae Sedis⁠(d) și să se scurgă termenul de trei luni sau perioada specială stabilită de legea însăși; Divulgarea nu este niciodată necesară, așa cum categoric a declarat papa Inocențiu al III-lea într-un decret din 1198 adresat decanului și Consiliului Sienei (cap I, ti. 5º, ti. 1º din Decretale). În ceea ce privește actele, ignoranța nu se prezumă cu privire la propriile fapte sau cu privire la fapta altuia care este notorie, ci se prezumă față de acele fapte ale altuia care nu sunt notorii, până la proba contrarie.